# اچ‌دی ۸۲۲۰۵
اچ‌دی ۸۲۲۰۵ یک ستاره است که در صورت فلکی تلمبه قرار دارد.